# Kreisliga
Die Kreisoberliga, Kreisliga oder Kreisklasse ist in den meisten deutschen Sportverbänden die Bezeichnung für die niedrigsten Spielklassen im Ligasystem. Ausrichter der Spielklasse ist der für das Gebiet eines Landkreises, einer kreisfreien Stadt oder eines aus der Verbandshistorie entstandenem Gebiet zuständige Kreisverband als dem nationalen Sportverband oder dem regionalen Landesverband untergeordnete Organisation. Oftmals existiert im Bereich eines Kreisverbands nur eine der Spielklassenbezeichnungen. Wo beide Spielklassenbezeichnungen existieren, ist die Kreisliga im Regelfall die höhere Spielklasse. In einigen Regionen Deutschlands wird die Kreisliga, in größeren Städten, auch als Stadtliga bezeichnet.

## Eishockey
In Bayern war von Ende der 1940er bis Anfang der 1970er Jahre unterhalb der Landesliga, die damals die höchste Spielklasse im Bereich des Bayerischen Eissportverbandes war, die Bezeichnung der Ligen Kreisliga, Kreisklasse und zeitweise aus Bezirksklasse. Im Rahmen der Ligenreform Anfang der 1970er Jahre wurden die Mannschaften aus diesen Ligen zusammengefasst und in (Kunsteis-)Bayernliga und Landesliga oder Natureisligen aufgeteilt. Ende der 1980er Jahre wurde unterhalb der Landesliga eine nicht verzahnte Kreisliga wiedereingeführt, die 1991 zur Bezirksliga wurde.

## Fußball
Die Kreisliga war im Fußball-Ligasystem in Deutschland des Männerfußballs bis 1978 gewöhnlich die sechsthöchste Spielklasse, beispielsweise im Bereich des Westdeutschen Fußballverbands angesiedelt nach der Bundesliga, der 2. Bundesliga, der Verbandsliga, der Landesliga und der Bezirksliga. Bedingt durch zahlreiche Reformen des Spielklassensystems sowohl auf Ebene des DFB als auch auf Ebene der dem DFB angeschlossenen Regional- und Landesverbände ist die Kreisliga heute je nach Landesverband zwischen der achten und der elften Spielklassenebene angesiedelt.
Innerhalb der jeweiligen Kreisverbände wird die Kreisliga dabei regelmäßig in einem hierarchischen Ligensystem ausgespielt, mit der Kreisliga A (oder falls existent der Kreisoberliga) als höchste Spielklassenebene, je nach Anzahl der am Spielbetrieb des Kreisverbands teilnehmenden Mannschaften dann gefolgt von der Kreisliga B, der Kreisliga C und Kreisliga D bzw. mit der 1. Kreisklasse als höchster Ebene, gefolgt von der 2. Kreisklasse, der 3. Kreisklasse und der 4. Kreisklasse. Im Badischen Fußballverband existiert keine Kreisoberliga oder Bezirksliga. Hier folgt nach der Verbandsliga und Landesliga direkt die Kreisliga (8. Spielklasse). Danach kommen die Kreisklassen A, B und C (9. Bis 11. Spielklasse).
Im Bereich des Bremer Fußball-Verbandes existieren in Bremen-Stadt unterhalb der siebenten Spielklasse Bezirksliga noch drei Kreisligen (A, B, C; 8. bis 10. Liga) und drei Kreisklassen (1, 2 und 3; 11. bis 13. Liga). In Bremerhaven ist darunter nur noch die Kreisliga A (8. Liga) und 1. Kreisklasse (9. Liga). Der Berliner Fußball-Verband und der Württembergische Fußballverband haben die Kreisliga A bis C (9. bis 11. Spielklasse) unterhalb der Bezirksliga (8. Klasse). Im Gebiet der Fußball-Landesverband Brandenburg ist die Kreisoberliga (9. Spielklasse) oberhalb der Kreisliga A bis C (10. bis 12. Spielklasse). Auf dem Gebiet von Hamburg ist die Kreisliga (8. Spielklasse) unterhalb der Bezirksliga und oberhalb Kreisklasse A und B (9. und 10. Spielklasse). Im Bereich des Hessischer Fußball-Verband gibt es unterhalb der Gruppenliga als 7. Spielklasse die achtklassige Kreisoberliga und vier Spielklassenebenen der Kreisliga A bis D (9. bis 12. Spielklasse). Im Bereich vom Landesfußballverband Mecklenburg-Vorpommern gibt es unterhalb der neuntklassigen Kreisoberliga die zehntklassige Kreisliga sowie in Schwerin-Landkreis Nordwestmecklenburg und Warnow die 1. Kreisklasse (11. Spielklasse). Unterhalb der Fußballverbände Niederrhein, Mittelrhein und dem Fußball- und Leichtathletik-Verband Westfalen ist die Kreisliga A bis D unterhalb der Bezirksliga auf der 8. bis 11. Klasse Spielklassenebene angesiedelt. Auf dem Gebiet vom Fußballverband Rheinland gibt es unterhalb der 7. Spielklasse Bezirksliga 4 Spielklassen Kreisliga A bis D (8. bis 11. Liga). Der Saarländische Fußballverband hat unterhalb der neuntklassigen Bezirksliga die Kreisliga A und B (10. und 11. Spielklasse). Der Sächsische Fußball-Verband verfügt unterhalb der achtklassigen Landesklasse über die neunklassige Kreisliga sowie je 3 Spielklassen Kreisliga A bis C (9. bis 11. Liga) bis und 1. bis 3. Kreisklasse (12. bis 14. Liga). Der Fußballverband Sachsen-Anhalt hat die Kreisliga als 10. Spielklasse und die 1. und 2. Kreisklasse als 11. und 12. Spielklasse. Der Schleswig-Holsteinische Fußballverband hat unterhalb der siebtklassigen Verbandsligen die achtklassigen Kreisligen und darunter lokal die Kreisklassen A, B und C (9. bis 11. Spielklasse). Der Südbadische Fußballverband hat unterhalb der achtklassigen Bezirksliga 3 Spielklassen Kreisliga A bis C (9. bis 11. Liga).
Große mediale Beachtung kam diesen Spielklassen in der Regel nicht zu, bis zur Entstehung von Social-Media-Seiten wie Kreisligafußball – Das Bier gewinnt auf Facebook oder Kreisligafussball.de auf Instagram. Die Auffassung der Betreiber der Seiten ist, dass die unteren Amateurligen zu wenig Aufmerksamkeit erhalten würden, welche den Millionen Amateurkickern durchaus zustünde. Mit insgesamt knapp 800.000 Followern umfassen die Kanäle eine höhere Anzahl an Fans und Reichweite, als so mancher Bundesliga-Club vorweisen kann. Vor dem Existieren der angesprochenen Seiten bekamen die niedrigen Spielklassen erstmals Aufmerksamkeit durch den Neuanfang des 1. FC Lokomotive Leipzig 2004 in der 3. Kreisklasse (11. Liga), und mit dem damit verbundenen Zuschauerboom rückte diese Spielklasse erstmals auch bundesweit in den Mittelpunkt. Dadurch ausgelöst gab es für einige Monate 2004 und 2005 beim Fernsehsender DSF, heute Sport1, eine wöchentliche Sendung Kreisklasse. Der Fernsehsender kabel eins begleitete von 2005 bis 2006 den Dortmunder Vorortverein SSV Hacheney mit Teammanager Manfred Burgsmüller in der wöchentlich ausgestrahlten Sendung Helden der Kreisklasse.

## Futsal
Die Futsal-Kreisliga ist die vierthöchste Spielklasse im Ligasystem in Deutschland. Die erste Futsal-Kreisliga Deutschlands wurde 2016 im Kreis Harburg ins Leben gerufen und ging 2016/17 in ihre erste Spielzeit. Im hierarchischen System ist die Futsal-Kreisliga unterhalb der Bezirksliga angeordnet.

## Tennis
So wie man es aus dem Fußball oder Handball kennt, ist das Ligasystem im Tennis in den oberen Spielklassen sehr einheitlich und die Rahmenbedingungen (Spielplan, Anzahl Staffeln und Teams etc.) bleiben relativ konstant.
Je tiefer man jedoch geht, desto weniger einheitlich wird die Benennung der Tennis-Ligen. In manchen Verbänden gibt es das klassische System mit Bezirksliga, Kreisklasse & Co, während es andernorts eine komplett abweichende Benennung gibt.
Die folgende Tabelle listet die Spielklassen 1 bis 4 übersichtlich auf. Ab Klasse 4, der ersten auf Verbandsebene, kann es aber mehrere Unterteilungen geben, bis es runter auf die Bezirks- oder gar Kreisebene geht.
Die vierte Liga umfasst oft noch mehrere Verbände, wie es z. B. bei der Nordliga und Ostliga der Fall ist. In manchen Verbänden folgt hier namentlich aber bereits die Oberliga, die in anderen Verbänden erst die 5. Ebene darstellt.
Folgende Ligennamen gibt es meist in absteigender Reihenfolge:
Oberliga
Verbandsliga
Bezirksliga
Kreisliga
Kreisklasse
Teilweise werden untere Ligen auch einfach nur mit Klasse II, Klasse III etc. fortlaufend nummeriert. Ein einheitliches System der Tennis Ligen Reihenfolge gibt es nicht mehr.
In großen Verbänden, wie z. B. Bayern oder NRW ist das Ligensystem im Tennis noch tiefer in Bezirks- und Kreisebene aufgeteilt. Das bietet sich bei kleineren Verbänden, wie z. B. Hamburg oder Berlin nicht an. Auch deshalb, weil es hier gar keine so großen räumlichen Differenzen gibt.

## Weitere Ligen
- Bundesliga
- Regionalliga
- Oberliga
- Verbandsliga
- Landesliga
- Bezirksliga